# 小堀光實
小堀 光實（こぼり こうじつ）は、日本の天台宗の僧侶。三千院門主。前比叡山延暦寺大霊園園長。

## 生涯
1953年（昭和28年）10月、小堀光詮の長男として大津市に生まれる。大正大学仏教学部を卒業した。
1963年（昭和38年）、出家得度した。
1979年（昭和54年）、寂光院の住職に任じられた。
2013年（平成25年）6月22日に父・光詮が遷化すると長男として喪主を務めた。
2014年（平成26年）、延暦寺執行となり、2020年（令和2年）まで務めた。
2021年（令和3年）11月1日、三千院の門主となり、父と親子二代で門主を務めることになった。

## 人物
- 趣味は落語鑑賞[2]。

## 出演
- 『比叡の光』（KBS京都）
  - 第2438回「新春 執行が語る」（2016年1月3日）
  - 第2489回「この一年を振り返る」（2016年12月25日）
  - 第2491回「平成29年 比叡山から」（2017年1月8日）
  - 第2542回「この一年を振り返る」（2017年12月31日）
  - 第2544回「平成30年 比叡山から」（2018年1月14日）
  - 第2594回「この1年を振り返る」（2018年12月30日）
  - 第2596回「平成31年 比叡山から」（2019年1月13日）
  - 第2646回「この一年を振り返る」（2019年12月29日）
  - 第2648回「令和2年 比叡山から」（2020年1月12日）
  - 第2664回「御修法～七仏薬師大法～」（2020年5月3日）
  - 第2769回「新門主に聞く」（2022年5月8日）
  - 第2770回「出会いを大事に」（2022年5月15日）
- 『ブラタモリ』第207回「京都・大原」（2022年6月25日、NHK総合）